# Castrul roman Altenum
Castrul roman Altenum se află pe coasta dealului Măciuca, la 2,5 km de localitatea Oltina, județul Constanța, pe malul Dunării. Castrul se întinde pe o suprafață de 2 ha și este înconjurat de un val de pământ.
Procopius este cel care amintește de această așezare, coloniae Altinum sau Altenum.
Istoricii Irimia și Emilia Popescu au făcut unele cercetări, în urma cărora s-au descoperit: o diplomă militară din bronz datată 14 august 100, o amforă cu inscripția HRISTON MARIA GHENA (Maria naște pe Hristos), un cuptor bizantin de ars ceramică din secolele IV-VI, cărămizi inscripționate, monede de la Dioclețian și Constantin cel Mare, vase ceramice.
S-a preferat denumirea Altenum pentru a se face diferență față de 
anticul oraș Altinum, modernul oraș Altino din nordul Italiei.
La Altenum (Altinum) a existat și o așezare civilă, precum și o stație a flotei militare fluviale romane, în sec. I - IV d.Hr.
În trecut așezarea a avut port la Dunăre, însă în prezent portul s-a desființat din cauza colmatării brațului Dunării.
Cetatea a fost înscrisă în Lista Monumentelor Istorice din județul Constanța la nr. crt. 192, cod LMI'92 14A0193. și la nr. crt.356, cod LMI CT-I-s-B-02717 în Lista monumentelor istorice 2004 - Județul Constanța.